# 神別
神別（しんべつ）とは、古代日本の氏族の分類の1つ。
平安時代初期に書かれた『新撰姓氏録』には、皇別・諸蕃と並んで、天津神・国津神の子孫を「神別」として記している（「天神地祇之冑、謂之神別」）。さらに神別は「天孫」・「天神」・「地祇」に分類され、天孫109・天神265・地祇30を数える。なお、こうした区分は古くからあったらしく、これは律令制以前の姓のうち、「臣」が皇別氏族に、「連」が神別氏族に集中していることから推測されている。

## 新撰姓氏録における神別氏族
「新撰姓氏録」の神別氏族は、 饒速日命の後裔106氏、天火明命の後裔53氏、神魂命の後裔66氏、高皇産霊尊の後裔36氏、天児屋命の後裔45氏、天穂日命の後裔22氏、天津彦根命の後裔19氏、大国主命の後裔14氏、その他43氏の計404氏が記載されている。